# Місцеве самоврядування в Україні
Місцеве самоврядування в Україні — право територіальної громади — жителів села чи добровільного об'єднання у сільську громаду жителів кількох сіл, селища та міста — самостійно вирішувати питання місцевого значення в межах Конституції і законів України. Місцеве самоврядування — це форма публічної влади, що реалізується специфічними суб'єктами — територіальними колективами і сформованими органами, має особливий об'єкт — питання місцевого значення, та здійснюється на основі використання окремого виду публічної власності — комунальної (муніципальної).
Місцеве самоврядування здійснюється територіальними громадами сіл, селищ, міст як безпосередньо, так і через сільські, селищні, міські ради та їх виконавчі органи, а також через районні та обласні ради, які представляють спільні інтереси територіальних громад сіл, селищ, міст.
Територіальна громада — жителі, об'єднані постійним проживанням у межах села, селища, міста, що є самостійними адміністративно-територіальними одиницями, або добровільне об'єднання жителів кількох сіл, що мають єдиний адміністративний центр;
Адміністративно-територіальна одиниця — область, район, місто, район у місті, селище, село.
Первинним суб'єктом місцевого самоврядування, основним носієм його функцій і повноважень є територіальна громада села, селища, міста.
Представницькими органами місцевого самоврядування є ради народних депутатів.

## Правова основа місцевого самоврядування
Правовою основою місцевого самоврядування в Україні є Конституція України, Закон України «Про місцеве самоврядування в Україні», закони і підзаконні нормативно-правові акти, що приймаються на їх основі, а також акти органів місцевого самоврядування, що приймаються в рамках їх компетенції.

## Принципи
Місцеве самоврядування в Україні здійснюється на принципах:
- народовладдя;
- законності;
- гласності;
- колегіальності;
- поєднання місцевих і державних інтересів;
- виборності;
- правової, організаційної та матеріально-фінансової самостійності в межах повноважень, визначених цим та іншими законами;
- підзвітності та відповідальності перед територіальними громадами їх органів та посадових осіб;
- державної підтримки та гарантії місцевого самоврядування;
- судового захисту прав місцевого самоврядування.

## Система місцевого самоврядування
Система місцевого самоврядування включає:
- територіальну громаду;
- сільську, селищну, міську раду;
- сільського, селищного, міського голову;
- старосту;
- виконавчі органи сільської, селищної, міської ради;
- районні та обласні ради, що представляють спільні інтереси територіальних громад сіл, селищ, міст;
- органи самоорганізації населення.

Сільські, селищні, міські ради є органами місцевого самоврядування, що представляють відповідні територіальні громади та здійснюють від їх імені та в їх інтересах функції і повноваження місцевого самоврядування, визначені Конституцією України, законами.
Виконавчими органами сільських, селищних, міських, районних у містах (у разі їх створення) рад є їх виконавчі комітети, відділи, управління та інші створювані радами виконавчі органи. Виконавчі органи сільських, селищних, міських, районних у містах рад є підконтрольними і підзвітними відповідним радам, а з питань здійснення делегованих їм повноважень органів виконавчої влади — також підконтрольними відповідним органам виконавчої влади.
Сільський, селищний, міський голова є головною посадовою особою територіальної громади відповідно села (добровільного об'єднання в одну територіальну громаду жителів кількох сіл), селища, міста, обирається відповідною територіальною громадою на основі загального, рівного, прямого виборчого права шляхом таємного голосування строком на п'ять років в порядку, визначеному законом, і здійснює свої повноваження на постійній основі. Сільський, селищний, міський голова очолює виконавчий комітет відповідної сільської, селищної, міської ради, головує на її засіданнях.
Староста є посадовою особою місцевого самоврядування у селі або селищі, які разом з іншими населеними пунктами добровільно об'єднуються у одну територіальну громаду. Староста обирається мешканцями села або селища на строк повноважень місцевої ради об'єднаної територіальної громади. Староста за посадою входить до складу виконавчого комітету об'єднаної територіальної громади. Повноваження старости визначаються законом та Положенням про старосту.

## Повноваження
Органам місцевого самоврядування законом можуть надаватися окремі повноваження органів виконавчої влади, у здійсненні яких вони є підконтрольними відповідним органам виконавчої влади.
Повноваження виконавчих органів сільських, селищних, міських рад стосуються наступних сфер діяльності:
- соціально-економічного і культурного розвитку, планування та обліку;
- в галузі бюджету, фінансів і цін;
- щодо управління комунальною власністю;
- в галузі житлово-комунального господарства, побутового, торговельного обслуговування, громадського харчування, транспорту і зв'язку;
- у галузі будівництва;
- освіти, охорони здоров'я, культури, фізкультури і спорту;
- з регулювання земельних відносин та охорони навколишнього природного середовища;
- соціального захисту населення;
- в галузі зовнішньоекономічної діяльності;
- в галузі оборонної роботи;
- щодо вирішення питань адміністративно-територіального устрою;
- щодо забезпечення законності, правопорядку, охорони прав, свобод і законних інтересів громадян тощо.

Виключно на пленарних засіданнях сільської, селищної, міської ради вирішуються такі питання:
- утворення виконавчого комітету ради, визначення його чисельності, затвердження персонального складу; внесення змін до складу виконавчого комітету та його розпуск;
- ухвалення рішення про проведення місцевого референдуму;
- ухвалення рішень про наділення органів самоорганізації населення окремими власними повноваженнями органів місцевого самоврядування, а також про передачу коштів, матеріально-технічних та інших ресурсів, необхідних для їх здійснення;
- ухвалення рішень про об'єднання в асоціації або вступ до асоціацій, інших форм добровільних об'єднань органів місцевого самоврядування та про вихід з них;
- затвердження програм соціально-економічного та культурного розвитку відповідних адміністративно-територіальних одиниць, цільових програм з інших питань місцевого самоврядування;
- затвердження місцевого бюджету, внесення змін до нього;
- затвердження звіту про виконання відповідного бюджету;
- встановлення місцевих податків і зборів та розмірів їх ставок у межах, визначених законом;
- ухвалення рішень щодо випуску місцевих позик;
- ухвалення рішень щодо надання відповідно до чинного законодавства пільг по місцевих податках і зборах;
- ухвалення рішень щодо відчуження відповідно до закону комунального майна; затвердження місцевих програм приватизації, а також переліку об'єктів комунальної власності, які не підлягають приватизації;
- вирішення відповідно до закону питань регулювання земельних відносин;
- надання відповідно до законодавства згоди на розміщення на території села, селища, міста нових об'єктів, сфера екологічного впливу діяльності яких згідно з чинними нормативами включає відповідну територію;
- ухвалення рішень з питань адміністративно-територіального устрою в межах і порядку, визначених цим та іншими законами;
- встановлення відповідно до законодавства правил з питань благоустрою території населеного пункту, забезпечення в ньому чистоти і порядку, торгівлі на ринках, додержання тиші в громадських місцях, за порушення яких передбачено адміністративну відповідальність;
- ухвалення рішень, пов'язаних із створенням спеціальних вільних та інших зон, змінами в статусі цих зон, внесення до відповідних органів пропозицій з цих питань; надання згоди на створення таких зон за ініціативою Президента України або Кабінету Міністрів України;
- затвердження статуту територіальної громади;
- визначення обсягу і меж повноважень, які здійснюють районні у містах (у разі їх створення) ради та їх виконавчі органи в інтересах територіальних громад районів у містах.

Повноваження виконавчих органів сільських, селищних, міських рад поділяються на власні (самоврядні) і делеговані. До делегованих повноважень відноситься:
- здійснення контролю за додержанням земельного та природоохоронного законодавства, використанням і охороною земель, природних ресурсів загальнодержавного та місцевого значення, відтворенням лісів;
- реєстрація суб'єктів права власності на землю; реєстрація права користування землею і договорів на оренду землі; видача документів, що посвідчують право власності і право користування землею;
- вжиття необхідних заходів щодо ліквідації наслідків надзвичайних ситуацій відповідно до закону, інформування про них населення, залучення в установленому законом порядку до цих робіт підприємств, установ та організацій, а також населення;
- визначення території для складування, зберігання або розміщення виробничих, побутових та інших відходів відповідно до законодавства;
- організація і здійснення землеустрою, погодження проєктів землеустрою;
- підготовка і подання на затвердження ради цільових місцевих програм поліпшення стану безпеки і умов праці та виробничого середовища, територіальних програм зайнятості та заходів щодо соціальної захищеності різних груп населення від безробіття, організація їх виконання; участь у розробленні цільових регіональних програм поліпшення стану безпеки і умов праці та виробничого середовища, зайнятості населення, що затверджуються відповідно районними, обласними радами;
- забезпечення здійснення передбачених законодавством заходів щодо поліпшення житлових і матеріально-побутових умов інвалідів, ветеранів війни та праці, громадян, реабілітованих як жертви політичних репресій, військовослужбовців, а також військовослужбовців, звільнених у запас або відставку, сімей, які втратили годувальника, багатодітних сімей, громадян похилого віку, які потребують обслуговування вдома, до влаштування в будинки інвалідів і громадян похилого віку, які мають потребу в цьому, дітей, що залишилися без піклування батьків, на виховання в сім'ї громадян;
- вирішення відповідно до законодавства питань про надання пільг і допомоги, пов'язаних з охороною материнства і дитинства;
- вирішення у встановленому законодавством порядку питань опіки і піклування;
- подання відповідно до законодавства одноразової допомоги громадянам, які постраждали від стихійного лиха;
- вирішення відповідно до законодавства питань про надання компенсацій і пільг громадянам, які постраждали внаслідок Чорнобильської катастрофи, в інших випадках, передбачених законодавством;
- здійснення контролю за охороною праці, забезпеченням соціального захисту працівників підприємств, установ та організацій усіх форм власності, у тому числі зайнятих на роботах із шкідливими та небезпечними умовами праці, за якістю проведення атестації робочих місць щодо їх відповідності нормативно-правовим актам про охорону праці, за наданням працівникам відповідно до законодавства пільг та компенсацій за роботу в шкідливих умовах;
- забезпечення у межах наданих повноважень доступності і безоплатності освіти та медичного обслуговування на відповідній території, можливості навчання в школах державною та рідною мовою, вивчення рідної мови у державних і комунальних навчальних закладах або через національно-культурні товариства;
- забезпечення відповідно до закону розвитку всіх видів освіти і медичного обслуговування, розвитку і вдосконалення мережі освітніх і лікувальних закладів усіх форм власності, фізичної культури і спорту, визначення потреби та формування замовлень на кадри для цих закладів, укладення договорів на підготовку спеціалістів, — забезпечення відповідно до законодавства пільгових категорій населення лікарськими засобами та виробами медичного призначення;
- організація роботи щодо запобігання бездоглядності неповнолітніх;
- вирішення відповідно до законодавства питань про повне державне утримання дітей-сиріт і дітей, які залишилися без піклування батьків, у школах-інтернатах, дитячих будинках, у тому числі сімейного типу, професійно-технічних закладах освіти та утримання за рахунок держави осіб, які мають вади у фізичному чи розумовому розвитку і не можуть навчатися в масових навчальних закладах, у спеціальних навчальних закладах, про надання громадянам пільг на утримання дітей у школах-інтернатах, інтернатах при школах, а також щодо оплати харчування дітей у школах (групах з подовженим днем);
- забезпечення охорони пам'яток історії та культури, збереження та використання культурного надбання;
- сприяння організації призову громадян на строкову військову та альтернативну (невійськову) службу, а також їх мобілізації, підготовці молоді до служби в Збройних Силах України, організації навчальних (перевірочних) та спеціальних військових зборів; забезпечення доведення до підприємств, установ та організацій незалежно від форм власності, а також населення наказу військового комісара про оголошення мобілізації;
- організація та участь у здійсненні заходів, пов'язаних з мобілізаційною підготовкою та цивільною обороною, на відповідній території;
- забезпечення вимог законодавства щодо розгляду звернень громадян, здійснення контролю за станом цієї роботи на підприємствах, в установах та організаціях незалежно від форм власності;
- вирішення відповідно до закону питань про проведення зборів, мітингів, маніфестацій і демонстрацій, спортивних, видовищних та інших масових заходів; здійснення контролю за забезпеченням при їх проведенні громадського порядку;
- розгляд справ про адміністративні правопорушення, віднесені законом до їх відання; утворення адміністративних комісій та комісій з питань боротьби зі злочинністю, спрямування їх діяльності;
- вчинення нотаріальних дій з питань, віднесених законом до їх відання, реєстрація актів громадянського стану (за винятком виконавчих органів міських рад).

## Матеріальна та фінансова основа місцевого самоврядування
Матеріальною і фінансовою основою місцевого самоврядування є рухоме і нерухоме майно, доходи місцевих бюджетів, інші кошти, земля, природні ресурси, що є у власності територіальних громад сіл, селищ, міст, районів у містах, а також об'єкти їхньої спільної власності, що перебувають в управлінні районних і обласних рад.
Територіальні громади сіл, селищ і міст можуть об'єднувати на договірних засадах об'єкти комунальної власності, а також кошти бюджетів для виконання спільних проєктів або для спільного фінансування (утримання) комунальних підприємств, організацій і установ, створювати для цього відповідні органи і служби.
Держава бере участь у формуванні доходів бюджетів місцевого самоврядування, фінансово підтримує місцеве самоврядування. Витрати органів місцевого самоврядування, що виникли внаслідок рішень органів державної влади, компенсуються державою.
Органам місцевого самоврядування можуть надаватися законом окремі повноваження органів виконавчої влади. Держава фінансує здійснення цих повноважень у повному обсязі за рахунок коштів Державного бюджету України або шляхом віднесення до місцевого бюджету у встановленому законом порядку окремих загальнодержавних податків, передає органам місцевого самоврядування відповідні об'єкти державної власності.
Діяльність органів місцевої влади спрямована на задоволення суспільних потреб громадян і, у першу чергу, пов'язаних з отриманням життєво необхідних послуг.
Місцеві бюджети є фінансовою базою місцевого самоврядування і від обсягу ресурсів, що акумулюються в цих бюджетах, залежить наскільки результативно місцеві органи влади будуть виконувати покладені на них повноваження.

## Вибори
Місцеві вибори в Україні — спосіб формування представницьких органів місцевого самоврядування в Україні та органів влади Автономної Республіки Крим (Верховної Ради Автономної Республіки Крим, обласних, районних, міських, районних у містах, сільських, селищних рад, сільських, селищних, міських голів) та старост.
Відповідно до Конституції України, чергові вибори до Верховної Ради Автономної Республіки Крим відбуваються в останню неділю жовтня п'ятого року повноважень Верховної Ради Автономної Республіки Крим, обраної на чергових виборах (стаття 136). Чергові вибори сільських, селищних, міських, районних, обласних рад, сільських, селищних, міських голів відбуваються в останню неділю жовтня п'ятого року повноважень відповідної ради чи відповідного голови, обраних на чергових виборах (стаття 141).
Закон України «Про місцеві вибори» визначає основні засади, організацію і порядок проведення виборів з 8 серпня 2015 року по даний час.
Місцеві вибори є вільними та відбуваються на основі загального, рівного і прямого виборчого права шляхом таємного голосування.

## Особливості місцевого самоврядування на рівні області, району, міст Києва та Севастополя
Обласні та районні ради є органами місцевого самоврядування, що представляють спільні інтереси територіальних громад сіл, селищ, міст, у межах повноважень, визначених Конституцією України, іншими законами, а також повноважень, переданих їм сільськими, селищними, міськими радами.
Виключно на пленарних засіданнях районної, обласної ради вирішуються такі питання:
- ухвалення за пропозицією територіальних громад рішення щодо проведення консультативного опитування з питань, які стосуються їх спільних інтересів;
- здійснення відповідно до закону повноважень щодо організації проведення всеукраїнських референдумів та виборів органів державної влади і місцевого самоврядування;
- затвердження програм соціально-економічного та культурного розвитку відповідно району, області, цільових програм з інших питань, заслуховування звітів про їх виконання;
- затвердження відповідно районних, обласних бюджетів, внесення змін до них, затвердження звітів про їх виконання;
- розподіл переданих з державного бюджету коштів у вигляді субвенцій, а районі ради — відповідно до Закону розподіл трансфертів вирівнювання між бюджетами міст районного значення, сіл, селищ;
- вирішення питань управління об'єктами спільної власності, що перебувають в управлінні обласних та районних рад;
- ухвалення рішень з питань адміністративно-територіального устрою в межах і порядку, визначеному законом;
- обрання голови ради, заступника голови ради, звільнення їх з посади;
- затвердження за пропозицією голови ради структури, чисельності виконавчого апарату ради, витрат на утримання ради та її виконавчого апарату.

Голова районної, обласної, районної у місті (у разі її утворення) ради обирається відповідною радою з числа її депутатів у межах строку повноважень ради таємним голосуванням. Голова ради виконує свої обов'язки до обрання голови ради нового скликання, крім випадків дострокового припинення повноважень голови ради відповідно до Закону. У своїй діяльності голова ради є підзвітним раді і може бути звільнений з посади радою, якщо за його звільнення проголосувало не менш як дві третини депутатів від загального складу ради шляхом таємного голосування.
Обласна та районна рада не утворюють власних виконавчих органів, а відповідні повноваження делегуються нею обласній, районній державній адміністрації.
Організаційне, правове, інформаційне, аналітичне, матеріально-технічне забезпечення діяльності ради, її органів, депутатів здійснює апарат ради, який утворюється відповідною радою. Він сприяє здійсненню відповідною радою взаємодії і зв'язків з територіальними громадами, місцевими органами виконавчої влади, органами та посадовими особами місцевого самоврядування.
Виконавчий апарат ради за посадою очолює голова відповідної ради.
Виконавчу владу в областях і районах, містах Києві та Севастополі здійснюють місцеві державні адміністрації. Організація, повноваження та порядок діяльності місцевих державних адміністрацій визначається Законом України «Про місцеві державні адміністрації» від 9 квітня 1999 р. № 586-XIV. Особливості здійснення виконавчої влади у містах Києві та Севастополі визначаються окремими законами України.

### Місцеві державні адміністрації
Склад місцевих державних адміністрацій формують голови місцевих державних адміністрацій. Вони призначаються на посаду і звільняються з посади Президентом України за поданням Кабінету Міністрів України.
Місцеві державні адміністрації на відповідній території забезпечують:
- виконання Конституції та законів України, актів Президента України, Кабінету Міністрів України, інших органів виконавчої влади;
- законність і правопорядок; додержання прав і свобод громадян;
- виконання державних і регіональних програм соціально-економічного та культурного розвитку, програм охорони довкілля, а в місцях компактного проживання корінних народів і національних меншин — також програм їх національно-культурного розвитку;
- підготовку та виконання відповідних обласних і районних бюджетів;
- звіт про виконання відповідних бюджетів та програм;
- взаємодію з органами місцевого самоврядування;
- реалізацію інших наданих державою, а також делегованих відповідними радами повноважень.

Голови місцевих державних адміністрацій при здійсненні своїх повноважень відповідальні перед Президентом України і Кабінетом Міністрів України, підзвітні та підконтрольні органам виконавчої влади вищого рівня. У частині повноважень, делегованих їм відповідними районними чи обласними радами, місцеві державні адміністрації підзвітні і підконтрольні радам.
Розпорядження голів місцевих державних адміністрацій, що суперечать Конституції та законам України, іншим актам законодавства України, можуть бути відповідно до закону скасовані Президентом України, або головою місцевої державної адміністрації вищого рівня.
Обласна чи районна рада може висловити недовіру голові відповідної місцевої державної адміністрації, на підставі чого Президент України приймає рішення і дає обґрунтовану відповідь.
Якщо недовіру голові районної чи обласної державної адміністрації висловили дві третини депутатів від складу відповідної ради, Президент України приймає рішення про відставку голови місцевої державної адміністрації.

### Вибори
Вибори депутатів районних рад проводяться за пропорційною системою: депутати обираються за виборчими списками від організацій політичних партій, виборчих блоків організацій політичних партій у багатомандатному виборчому окрузі, межі якого збігаються з межами відповідного району.
Вибори депутатів обласних рад, міст Києва та Севастополя проводяться за пропорційною системою: депутати обираються за виборчими списками від організацій політичних партій, виборчих блоків організацій політичних партій у багатомандатному виборчому окрузі, межі якого збігаються з межами відповідної області, міст Києва та Севастополя згідно з чинним адміністративно-територіальним устроєм.

## Особливості самоврядування АР Крим
Представницьким органом Автономної Республіки Крим є Верховна Рада Автономної Республіки Крим. Верховна Рада у межах своїх повноважень приймає рішення та постанови, які є обов'язковими до виконання в Автономній Республіці Крим. Урядом Автономної Республіки Крим є Рада міністрів Автономної Республіки Крим. Голова Ради міністрів Автономної Республіки Крим призначається на посаду та звільняється з посади Верховною Радою Автономної Республіки Крим за погодженням із Президентом України.
Повноваження, порядок формування і діяльності Верховної Ради Автономної Республіки Крим і Ради міністрів Автономної Республіки Крим визначаються Конституцією України та законами України, нормативно-правовими актами Верховної Ради Автономної Республіки Крим з питань, віднесених до її компетенції.
Автономна Республіка Крим здійснює нормативне регулювання з питань:
- сільського господарства і лісів;
- меліорації і кар'єрів;
- громадських робіт, ремесел та промислів; благодійництва;
- містобудування і житлового господарства;
- туризму, готельної справи, ярмарків;
- музеїв, бібліотек, театрів, інших закладів культури, історико-культурних заповідників;
- транспорту загального користування, автошляхів, водопроводів;
- мисливства, рибальства;
- санітарної і лікарняної служб.

До відання Автономної Республіки Крим належить:
- призначення виборів депутатів Верховної Ради Автономної Республіки Крим, затвердження складу виборчої комісії Автономної Республіки Крим;
- організація та проведення місцевих референдумів;
- управління майном, що належить Автономній Республіці Крим;
- розроблення, затвердження та виконання бюджету Автономної Республіки Крим на основі єдиної податкової і бюджетної політики України;
- розроблення, затвердження та реалізація програм Автономної Республіки Крим з питань соціально-економічного та культурного розвитку, раціонального природокористування, охорони довкілля — відповідно до загальнодержавних програм;
- визнання статусу місцевостей як курортів; встановлення зон санітарної охорони курортів;
- участь у забезпеченні прав і свобод громадян, національної злагоди, сприяння охороні правопорядку та громадської безпеки;
- забезпечення функціонування і розвитку державної та національних мов і культур в Автономній Республіці Крим; охорона і використання пам'яток історії;
- участь у розробленні та реалізації державних програм повернення депортованих народів;
- ініціювання введення надзвичайного стану та встановлення зон надзвичайної екологічної ситуації в Автономній Республіці Крим або в окремих її місцевостях.

Законами України Автономній Республіці Крим можуть бути делеговані також інші повноваження. В Автономній Республіці Крим діє Представництво Президента України, статус якого визначається законом України.
Для забезпечення реалізації спільних соціально-економічних і культурних програм територіальних громад доходи бюджету Автономної Республіки Крим та обласних бюджетів формуються за рахунок наступних платежів:
- 25 відсотків податку з доходів фізичних осіб, що сплачується (перераховується) згідно з Законом України «Про податок з доходів фізичних осіб» на відповідній території;
- 25 відсотків плати за землю, що сплачується (перераховується) згідно з Законом України «Про податок з доходів фізичних осіб» на території Автономної Республіки Крим та відповідної області;
- плати за ліцензії на провадження певних видів господарської діяльності та сертифікати, що видаються Радою міністрів Автономної Республіки Крим та обласними державними адміністраціями.

Для забезпечення реалізації спільних соціально-економічних і культурних програм територіальних громад доходи районних бюджетів, які враховуються при визначенні обсягів міжбюджетних трансфертів, формуються за рахунок:
- 50 відсотків податку з доходів фізичних осіб, що сплачується (перераховується) згідно з Законом України «Про податок з доходів фізичних осіб» на території сіл, селищ, міст районного значення та їх об'єднань;
- 15 відсотків плати за землю, що сплачується на території сіл, селищ, міст районного значення та їх об'єднань;
- плати за ліцензії на провадження певних видів господарської діяльності та сертифікати, що видаються районними державними адміністраціями;
- плати за державну реєстрацію суб'єктів підприємницької діяльності, що сплачується (перераховується) згідно з Законом України «Про податок з доходів фізичних осіб» районними державними адміністраціями;
- надходження адміністративних штрафів, що накладаються районними державними адміністраціями або утвореними ними в установленому порядку адміністративними комісіями.

Крім того, дохідна база обласних, районних та бюджету Автономної Республіки Крим формується за рахунок трансфертів з державного бюджету та інших органів влади.

## Реформа децентралізації в Україні з 2014 р.
Реформа децентралізації в Україні з 2014 р. — це реформа місцевого самоврядування та місцевої державної влади, метою якої є покращення громадянам їхнього життєвого середовища, також надання якісних та доступних публічних послуг, узгодження інтересів держави та територіальних громад. Реформа передбачає передачу повноважень та фінансових ресурсів від органів державної влади — органам місцевого самоврядування, а також утворення виконавчих органів місцевого самоврядування — громади. Ця реформа передбачена Стратегією сталого розвитку «Україна— 2020».

### Передумови
В Україні Конституцією закладено засади місцевого самоврядування, прийнято нормативно-правові акти які створюють правові та фінансові основи діяльності МС, але розвиток фактично зупинився. Територіальні громади дуже подрібнені та слабо фінансовані, тому вони стали не спроможними до виконання всіх повноважень МС. Система місцевого самоврядування в Україні не відповідає потребам суспільства. Місцеве самоврядування не спрямоване на здійснення його головного завдання— створення та підтримку відповідного життєвого середовища, необхідного для розвитку людини, надання мешканцям якісних та доступних публічних послуг.

### Цілі реформи
- Передача повноважень від державної влади до органів місцевого самоврядування;
- Наближення до місць проживання жителів послуг адміністративного, соціального та комунального типів;
- Перерозподіл доходів та прав з державного до місцевих бюджетів, визначати місцеві податки і збори, отримання доступу до міжнародних кредитів;
- Надання ресурсів громадам для якісного забезпечення системи послуг[7].

### Завдання передбаченіКонцепцією реформування місцевого самоврядування та територіальної організації влади в Україні
1. Забезпечення доступності та якості публічних послуг.
Суттю цього завдання є забезпечення територіальної доступності, відкритість інформації про публічні послуги, порядок та умови, професійності надання.
Також має бути належна матеріало-технічна база, тобто органи місцевого самоврядування повинні мати у своєму розпорядженні приміщення та інфраструктуру.
2. Досягнення оптимального розподілу повноважень між органами місцевого самоврядування та органами виконавчої влади.
Органам місцевого самоврядування базового рівня надаються повноваження відповідно до їх кадрового, фінансового, інфраструктурного потенціалу та ресурсів на новій територіальній основі.
Повноваженнями органів місцевого самоврядування базового рівня:
  - Забезпечення місцевого економічного розвитку (покращення умов підприємництва)
  - Забезпечення розвитку місцевої інфраструктури (доріг, мереж водо-, тепло-, газо-, електропостачання та ін.)
  - Забезпечення вирішення питань забудови території (надання дозволів на будівництво, відведення земельних ділянок)
  - Забезпечення благоустрою території
  - Забезпечення утримань вулиць і доріг
  - Надання громадської безпеки

Структурні підрозділи територіальних органів центральних органів виконавчої влади на базовому рівні надаватимуть послуги:
  - Санітарно-епідеміологічний захист
  - Казначейське обслуговування
  - Соціальний захист населення
  - Реєстрація актів цивільного стану

Повноваження органів місцевого самоврядування районного рівня:
  - Надання медичних послуг вторинного рівня
  - Виховання та навчання дітей у школах-інтернатах загального профілю

Повноваження органів місцевого самоврядування обласного рівня:
  - Охорона навколишнього природного середовища
  - Розвиток культури, спорту та туризму
  - Надання високоспеціалізованої медичної допомоги
3. Створення належних матеріальних, фінансових та організаційних умов для забезпечення виконання органами місцевого самоврядування повноважень.
  - Надання трансфертів з державного бюджету безпосередньо кожному місцевому бюджету.
  - Закріплення за місцевими бюджетами частини коштів, що надходять від сплати податку на прибуток новостворених юридичних осіб, протягом п'яти років віддати інвестування в юридичну особу.
  - Надання органам місцевого самоврядування права регулювати ставки місцевих податків і зборів.
  - Підвищення прозорості та ефективності використання бюджетних коштів.
  - Залучення населення до прийняття управлінських рішень з питань місцевого значення та сприяння розвитку форм прямого народовладдя.
  - Надання загальним зборам громадян права ініціювати позачергове звітування посадових осіб місцевого самоврядування перед територіальною громадою.
  - Забезпечення права територіальних громад на місцевий референдум[7].

### Зміни законодавства у зв'язку з реформою

#### Зміни до Конституції
Реформою передбачаються зміни до Конституції України, а саме:
- Створення трирівневої системи адміністративно-територіального устрою.

У статті 133 чітко визначені: регіони, райони, громади (село, селище, місто).
- Утворення виконавчих органів районними та обласними радами

У статті 140 передбачено утворення виконавчих органів районними та обласними радами.
- Порядок формування виконавчих органів

У статті 141 пропонується обирати обласними та районними радами голів відповідних рад, які очолюють та формують їх виконавчі комітети.
- Матеріальна та фінансова основа

У статті 142 закріплюється право місцевого самоврядування на частку загальнонаціональних податків, обсяг фінансів має відповідати їх повноваженням, компенсація державою органам місцевого самоврядування витрат, що виникли внаслідок рішень органів державної влади.
- Розмежування повноважень

У статті 143 визначено розмежування повноважень органів місцевого самоврядування.
- Голови місцевих державних представництв

У статті 118 замість місцевих держадміністрацій вводиться поняття голів державних представництв.
- Повноваження голів районних та обласних державних представництв

У статті 119 визначені повноваження голів державних представництв.

#### Підготовка законодавчих актів у розвиток реформи
- Закон України «Про місцеве самоврядування»
- Закон України «Про співробітництво територіальних громад»
- Закон України «Про добровільне об'єднання територіальних громад»
- Закон України «Про місцеві державні представництва»
- Зміни до Бюджетного кодексу України
- Зміни до Податкового кодексу України

### Реформа системи міжбюджетних відносин
Підготовлена міністерством фінансів полягає у побудові моделі фінансового забезпечення місцевих бюджетів, а також нових підходів у взаємовідносинах державного бюджету та місцевих бюджетів. Дана реформа покликана вирішити ряд актуальних питань які накопичувались впродовж останніх років.
Основними напрямками реформи є:
1. Надання бюджетної самостійності місцевим бюджетам, а також їх фінансової незалежності. Місцеві бюджети мають право затверджуватися незалежно від затвердження державного бюджету.
2. Запровадження нової трансферної політики. Головними розпорядниками коштів даних трансфертів передбачені відповідні галузеві міністерства (Міністерство освіти та науки, Міністерство охорони здоров'я). Такі зміни дають можливість нести солідарну відповідальність місцевих органів влади і центральних органів виконавчої влади за здійснення та реалізацію політики в даних галузях.
3. Децентралізація видаткових повноважень.
4. Перехід від 3-х ступеневої до 2-х ступеневої бюджетної моделі. Громади наділятимуться повноваженнями міст обласного значення, а саме матимуть прямі міжбюджетні відносини з державним бюджетом.

### Хід реформи[16]
У 2014 році створена Концепція реформування місцевого самоврядування та територіальної організації влади в Україні.
З 2014—2015 роки були схвалені Закони України:
- Про співробітництво територіальних громад (17 червня 2014)
- Про добровільне об'єднання територіальних громад (5 лютого 2015)
- Про засади державної регіональної політики (5 лютого 2015)
- Щодо децентралізації повноважень у сфері архітектурно-будівельного контролю (9 квітня 2015)

З 2014—2015 роки були схвалені зміни до Бюджетного та Податкового кодексів.
Створено територіальну основу реформу, а саме:
- Затверджено методику формування спроможних громад
- Утворено офіси реформ у 24 областях
- Розроблено перспективні плани у 24 областях, 22 з них затверджено облрадами та 19 з них — Кабінетом Міністрів України
- Створено фінансово-економічні засади розвитку територій
- Проведено децентралізацію фінансових ресурсів, реформовано міжбюджетні відносини та податкове законодавство

Створено 793 добровільно об'єднані громади. 159 об'єднаних територіальних громад в яких проведено перші вибори та обрано депутатів.
Проведено фінансову та бюджетну децентралізацію — громадам надано додаткові фінансові ресурси, а саме: доходи місцевих бюджетів підвищилися на 42,5 (з 56,2 млрд грн до 80 млрд грн).
Створено прозорий механізм відбору та фінансування проєктів регіонального розвитку, а саме:
- Бюджетний кодекс — розподіл коштів відповідно до чисельності населення
- Створено регіональні комісії для відбору проєктів на конкурсній основі
- Створено онлайн-трансляції засідань регіональної комісії
- Створена міжвідомча комісія, яка перевіряє на відповідність проєктів вимогам законодавства
- Створена онлайн-платформа — відкритий ресурс, де розміщена вся інформація про регіональні проєкти

#### Плани
Схвалити зміни до Конституції України в частині децентралізації, реформування місцевого самоврядування та територіальної організації влади. Також після схвалення змін до Конституції затвердити Закони України «Про місцеве самоврядування в Україні», «Про префектів», «Про адміністративно-територіальний устрій».

Запровадження територіально-орієнтованого підходу в регіональному розвитку:
- реорганізація органів місцевого самоврядування та місцевих органів виконавчої влади на новій територіальній основі
- проведення місцевих виборів з урахуванням реформованої системи органів місцевого самоврядування

Сформувати спроможні територіальні громади:
- Сприяти утворенню добровільно об'єднаних громад та формування їх органів
- Забезпечити державну підтримку об'єднаних територіальних громад (методичну, ресурсну)

## Асоціації органів місцевого самоврядування в Україні
Станом на січень 2020 року існує 4 всеукраїнських асоціацій місцевого самоврядування:
- Всеукраїнська Асоціація об’єднаних територіальних громад
- Асоціація міст України
- Всеукраїнська асоціація сільських та селищних рад
- Українська асоціація районних та обласних рад

Процес створення неурядових організацій місцевого самоврядування в Україні розпочався ще на початку 90-х років XX ст. Найактивнішу з них, а саме Асоціацію міст України, було утворено в 1992 р. Ця Асоціація взяла безпосередню участь в розробці українського законодавства з проблем місцевого самоврядування в 1996—1997 рр. За участі експертів АМУ було розроблено Хартію українських міст (1997 р.), за її ініціативи створено Координаційну Раду з питань місцевого самоврядування при Президентові України та Міжвідомчу комісію з питань місцевого самоврядування при Кабінеті Міністрі України (1998 р.). З 1999 р. розпочалося створення регіональних відділень АМУ. У 2002 р. АМУ стала членом Ради Європейських муніципалітетів та регіонів (СЕМР).

## Спеціалізовані видання
З 2009 року видається спеціалізоване видання для керівників та фахівців органів місцевого самоврядування — Газета «Місцеве самоврядування».
У березні 2014 року створено портал «Децентралізація» [Архівовано 26 березня 2019 у Wayback Machine.], на якому оприлюднюються усі новини реформи децентралізації.